# Nasavrky
Nasavrky (německy Nassaberg) je město, které se nachází v okrese Chrudim v Pardubickém kraji, asi třináct kilometrů jižně od Chrudimi. Žije zde přibližně 1 700 obyvatel.

## Název
Historici[kdo?] se přou o výklad názvu obce. Ještě před nedávnem[kdy?] vědecký výklad vážně připouštěl, že Nasavrky mají původ ve staročeském slovním spojení „na sě vrkati“, tj. ves lidí, kteří na sebe zamilovaně vrkali. Skutečnost však bude pravděpodobně méně romantická. Jedním z možných výkladů je odvození z „Nasswerk“, tj. „mokrý důl“ či složeniny „Nassau“, neboli „mokrá niva“, ve spojitosti s werk (důl, šachta), tj. výklad jména „Nassauwerk“ by byl „důl u mokré nivy“. Spojitost Nasavrk a středověkého dolování se však nepodařilo zatím spolehlivě doložit. V publikaci Království české IV, východní Čechy, vydané nakladatelstvím Pavek Körber v roce 1914, uvádí (část druhá) Dr. K. V. Adámek název „Nazavrchy" nebo „Nasavrchy". To se zdá spíše odkazovat na německý název Nassaberg (doslova „mokrý nebo deštivý vrch"), přičemž první část složeniny (nass – vlhký, mokrý, deštivý) byla ponechána v němčině, kdežto druhá část byla počeštěna (der Berg – vrch, kopec).

## Historie

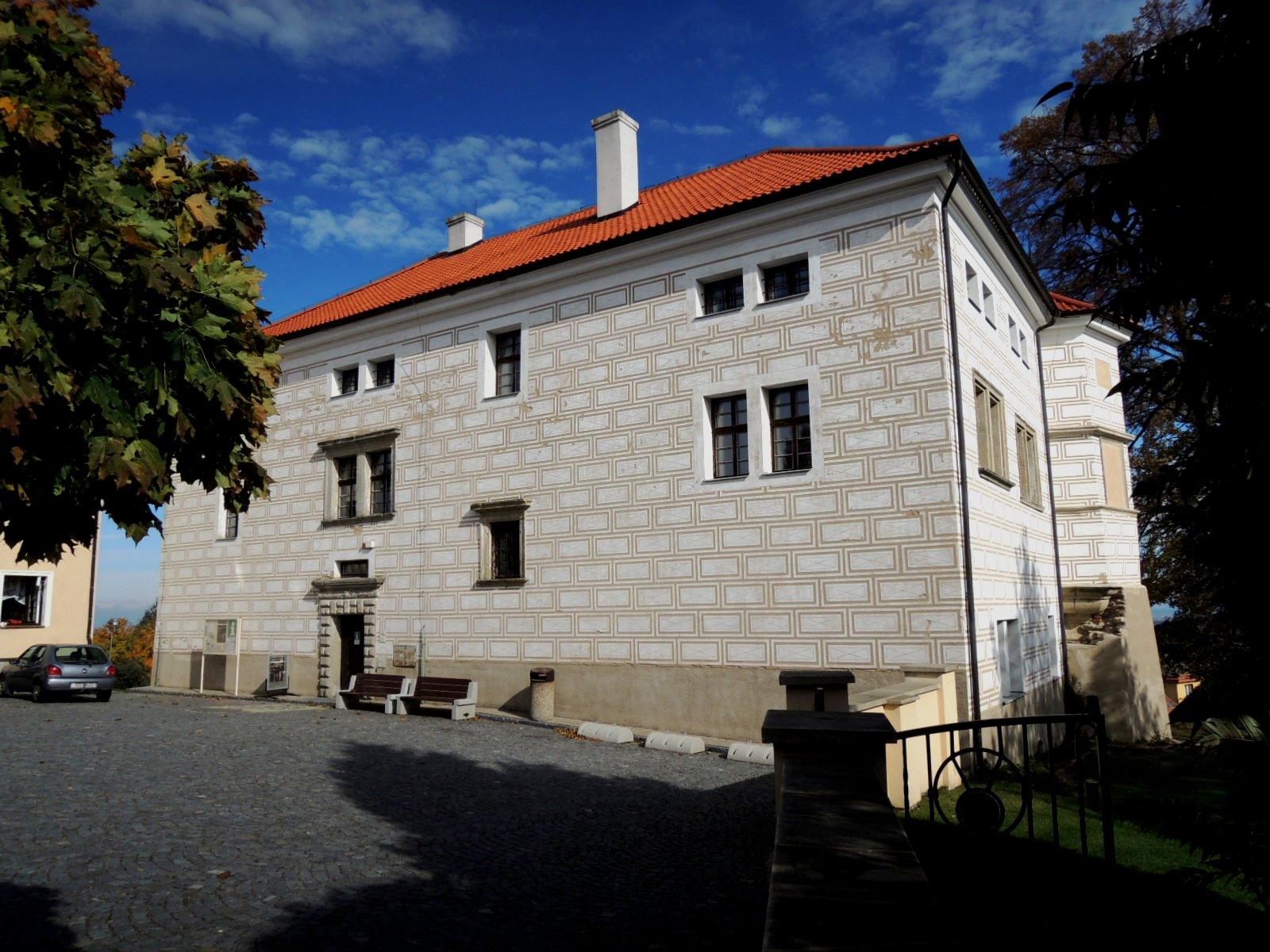
Zámek od západu

První písemná zmínka o obci pochází z roku 1318, kdy zde měl majetek Konrád z Nasavrk. V roce 1350 stál již zdejší kostel svatého Jiljí a na místě nynějšího zámku se nacházela tvrz. V té době patřily Nasavrky králi Karlu IV., který v roce 1355 daroval panství Strádov i s Nasavrky olomouckému biskupovi Janu Očkovi z Vlašimi. V roce 1360 byly Nasavrky povýšeny na městečko s právem týdenního trhu. Když v polovině 15. století hrad Strádov zpustl, byla přenesena správa panství na tvrz do Nasavrk.
V 16. století se majitelé střídali. V roce 1545 za Magdalény Běškovcové z Běškovic je prvně písemně zmiňována tvrz. V roce 1585 koupil Nasavrky Jan Kekula ze Stradonic. Když zemřel, provdala se jeho druhá manželka za Václava Zárubu z Hustířan. Kolem roku 1600 nechal Václav Záruba z Hustířan tvrz zbourat a na jejím místě vystavěl dvoupatrový renesanční zámek nepravidelného půdorysu se dvěma věžičkami zdobený psaníčkovými sgrafity. Za účast ve stavovském povstání byly však Nasavrky Zárubům zkonfiskovány. Levně je koupil císařský důstojník František de Couriers, který panství rozšířil. V rozšiřování panství pokračoval i jeho syn František Emanuel. V polovině 17. století čítalo nasavrcké panství kromě zámku a městečka dalších 14 vesnic. Pak panství přešlo sňatkem do rodu Schönfeldů. I ti panství rozšiřovali a tak v polovině 18. století k němu patřilo kromě zámku a městečka dalších 5 již opuštěných tvrzí a 88 vesnic. Schönfeldové však na zámku trvale nesídlili, středem jejich panství byla Seč, a zámek tak chátral.
V roce 1737 se Kateřina Schönfeldová provdala za Jana Adama Auersperga. Auerspergové pak drželi panství až do roku 1945. Za jejich vlastnictví se správa panství později opět přesunula do Nasavrk. Zámek, popisovaný v roce 1757 jako polorozbořený, prošel generální opravou, při níž dostal dnešní podobu, a sloužil jako byty panských úředníků. Kanceláře pak byly v hospodářských budovách. Když byla správa panství přenesena do Slatiňan, nastěhovali se do zámku úředníci nově zřízeného okresního úřadu, od roku 1868 pak úředníci okresního soudu a berního úřadu.

### Pozemková reforma
František Josef kníže Auersperg vlastnil v Čechách dohromady tři alodiální velkostatky s výměrou přes 20 tisíc hektarů, byl to velkostatek Dolní Kralovice (5,7 tisíc hektarů), Žleby (výměra 5,8 tisíc hektarů) a nejrozsáhlejší Nasavrky s výměrou 8 860, 25 ha, který zahrnoval statky: Nasavrky, Seč, Zubří, Lipku, Žumberk, Slatiňany, Vorel (Orel), Zaječice, Libánice, Nabočany, Stříbřich (Třibřichy), Pochobrod a Bítovany, dále parostrojní pivovar v Nasavrkách, lihovar ve Slatiňanech, továrnu na umělá hnojiva a cihelnu ve Slatiňanech, doly na sulfid železitý v Lukavici s továrnou na výrobu kyseliny sírové a přípravu umělých hnojiv a opukové lomy ve Škrovádu.
Pozemková reforma započala na jeho majetku v roce 1921, kdy Státní pozemkový úřad dal do záboru:
- Žleby: Lipka, Travná, Qustupky, Seč, Výškov ( u Svídnice);
- Dolní Královice: Čechtice, Chrastovice, Lhotice, Střítež, Arbelovice (Loket u Dolních Kralovic), Šebořovice;
- Nasavrky: Smrček do 50 procent výměry, Zaječice do 50 proc. výměry, Bítovany do 50 proc. výměry, Vorel do 50 proc. výměry, Nabočany do 50 proc. výměry, Libanice do 50 proc. výměry, Střibřichy do 50 procent výměry, Pachorady do 50 procent výměry, Nasavrky do 50 procent výměry, Žumberk do 50 procent výměry, Havlovice do 50 procent výměry.[6]

V knížecí režii nakonec zůstal pouze dvůr Slatiňany o výměře 144 hektarů. Z několika ostatních dvorů vznikly zbytkové statky s novými majiteli: Oustupek (27 ha, přídělová cena 110 000 Kč, Seifert Josef), Havlovice, Libanice (55 ha, 400 000 Kč, Patzelt Karel), Nabočany (90 ha, přídělová cena 700 000 Kč, Šitanc Josef), Lipka (38 ha, přídělová cena 93 000 Kč, Lieberman Jiří), Pouchobrady, Seč (76 ha, přídělová cena 308 600 Kč, Mareš Václav), Třibřichy a Žumberk. Dvory Bítovany, Nasavrky, Orel, Smrček, Travná, Ústupky, Vyškov, Zaječice byly rozparcelovány celé.
Dnes je v přízemí zámku turistické informační centrum a obřadní síň a v prvním patře stálá expozice Po stopách Keltů. Druhé patro slouží jako výstavní a koncertní prostory. K 24. září 2008 byl obci obnoven status města.

### Nasavrcko za druhé světové války
Válečné události se bezprostředně dotkly okolí Nasavrk zejména v souvislosti s výsadky parašutistů letadly RAF, na nichž spolupracovali členové místního odbojového hnutí.
Dne 15. ledna 1942 navázal Jiří Potůček, radista skupiny Silver A, z lomu u Miřetic spojení s Londýnem. Později vysílal i z mlýna v nedalekých Ležákách, což se stalo záminkou pro vyhlazení obce v době heydrichiády.
Dne 20. května 1944 byl při razii v Nasavrkách německou hlídkou omylem zastřelen bývalý velitel skupiny Intransitive a konfident gestapa Václav Kindl.
V únoru 1945 přistáli nedaleko Javorného příslušníci skupiny Platinum-Pewter.
V květnu 1945 operovala v Nasavrkách skupina Calcium.

## Přírodní poměry
Do severní části správního území města zasahuje přírodní rezervace Strádovské Peklo a malá část přírodní rezervace Krkanka. Na jihozápadním okraji města leží přírodní památka V Koutech. Přímo ve městě se nachází přírodní památka Kaštanka (sad kaštanovníků jedlých, vysazovaných od roku 1776).

## Části obce
- Nasavrky
- Březovec
- Drahotice
- Libáň
- Nová Ves
- Obořice
- Ochoz
- Podlíšťany

## Pamětihodnosti
- Zámek Nasavrky – zámek byl vybudován okolo roku 1600 na místě dřívější tvrze. Během doby byl zámek několikrát přestavěn do dnešní podoby dvoupatrové rezidence. Poslední úpravy proběhly v letech 1995–1997 a v prostorách zámku je nyní umístěna interaktivní keltská expozice a konají se zde různé kulturní akce
- Kostel svatého Jiljí – první zmínka o zdejším kostele pochází z roku 1350
- Krucifix
- Socha svatého Jana Nepomuckého
- Naučná stezka keltského osídlení (nedaleké oppidum u vsi Hradiště)

## Rodáci
- Emil Navrátil (1866–1928), profesor na Českém vysokém učení technickém v Praze. V roce 1928 byl zvolen rektorem ČVUT.

## Fotogalerie

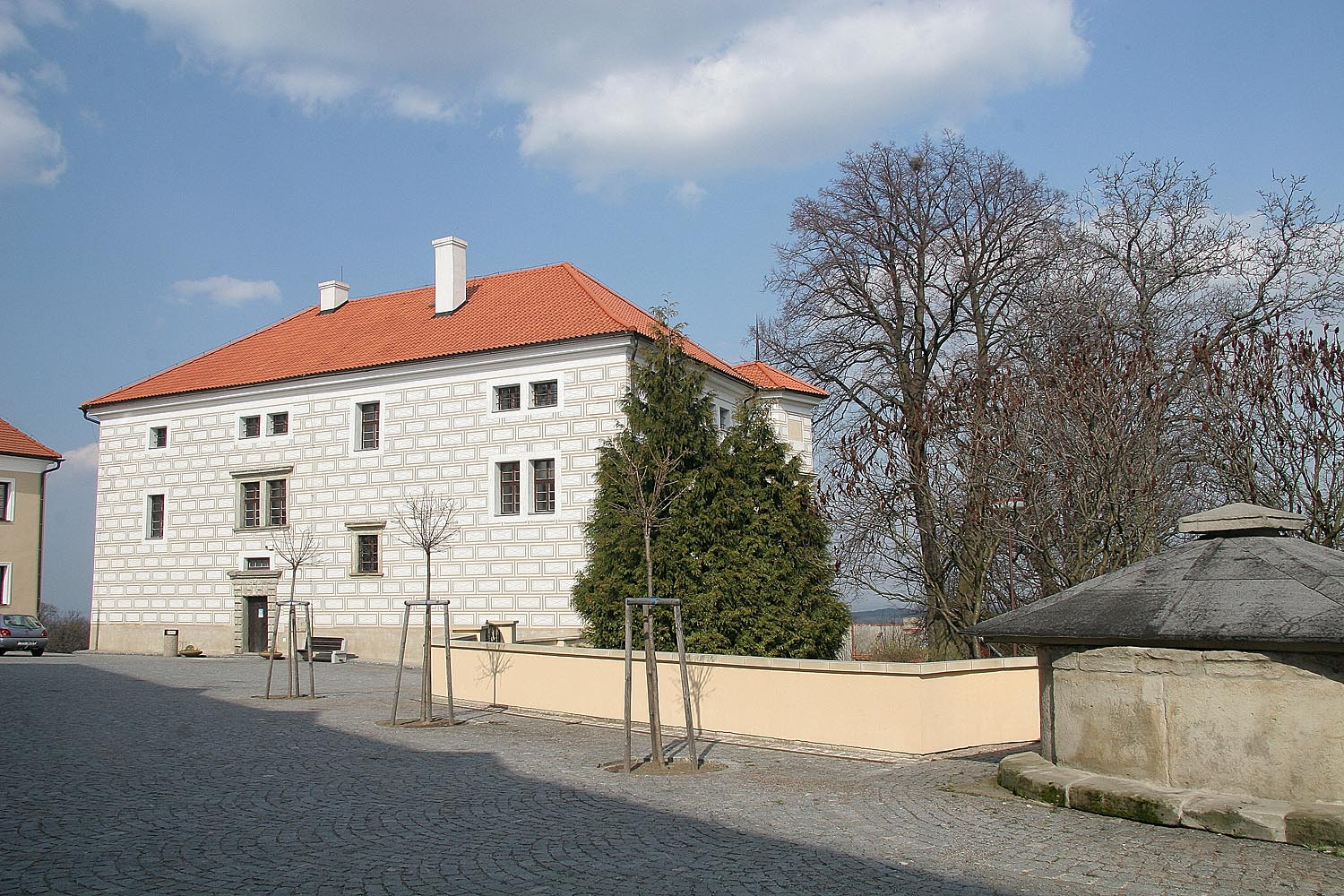
Zámek v Nasavrkách
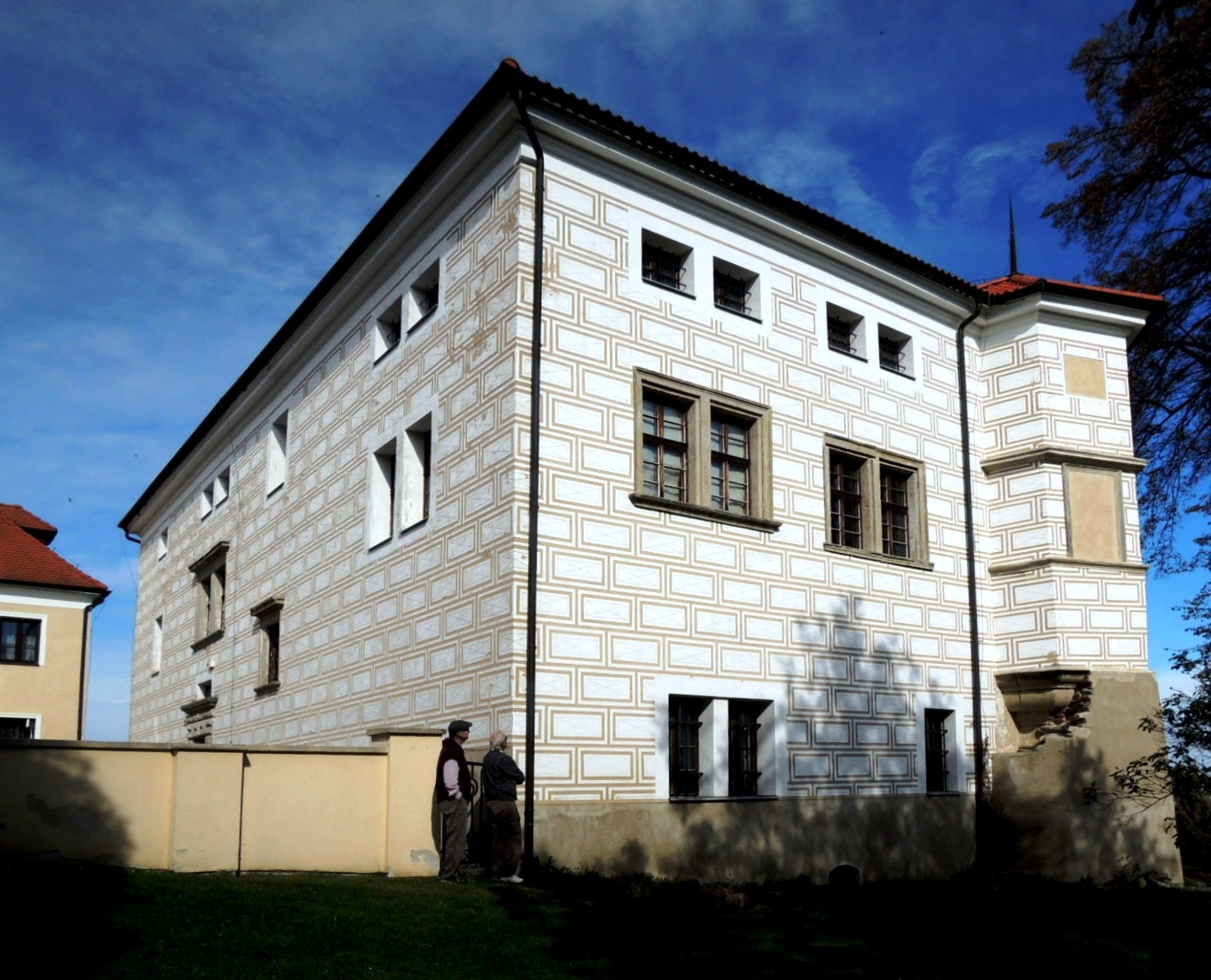
Zámek od jihozápadu
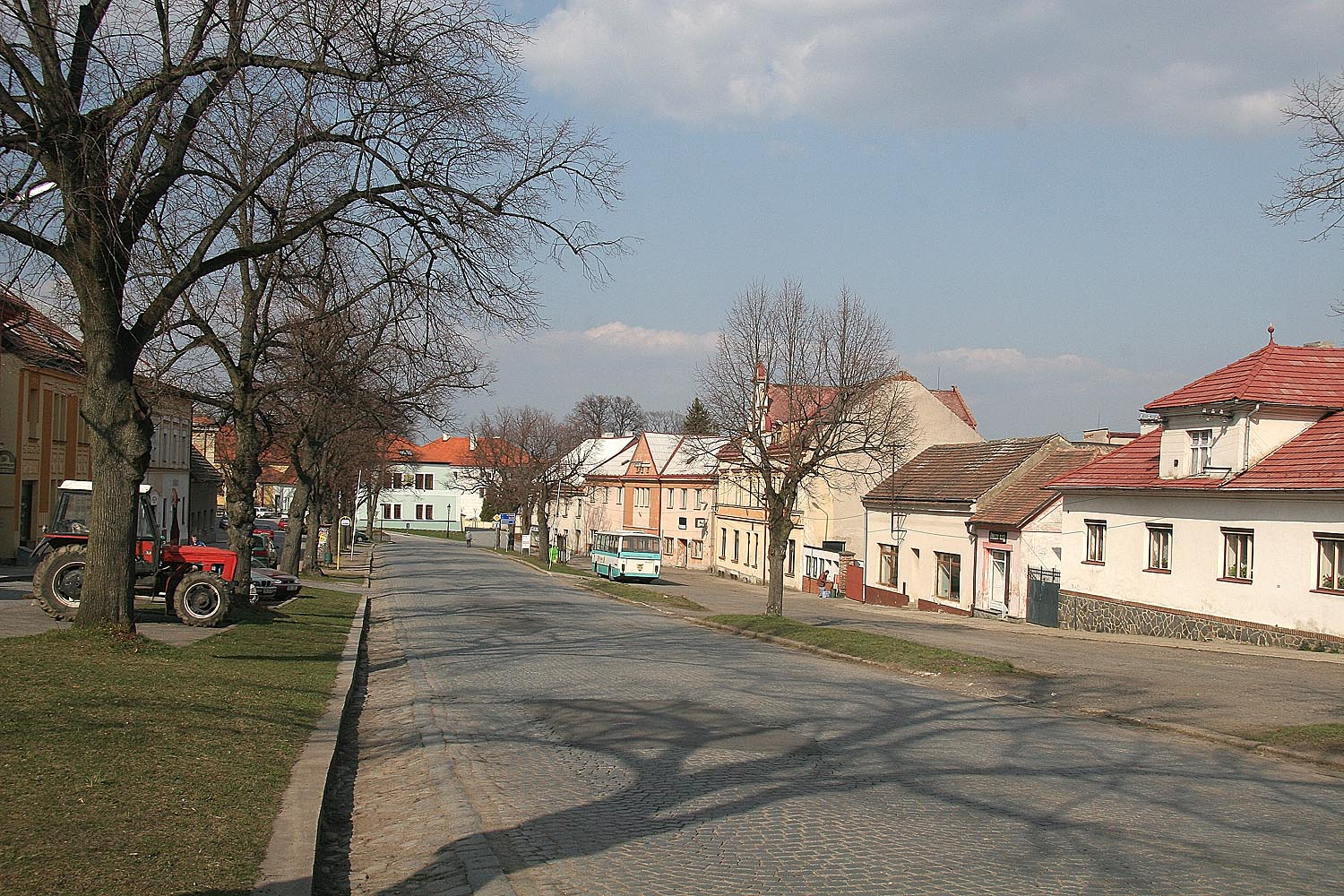
Náměstí v Nasavrkách
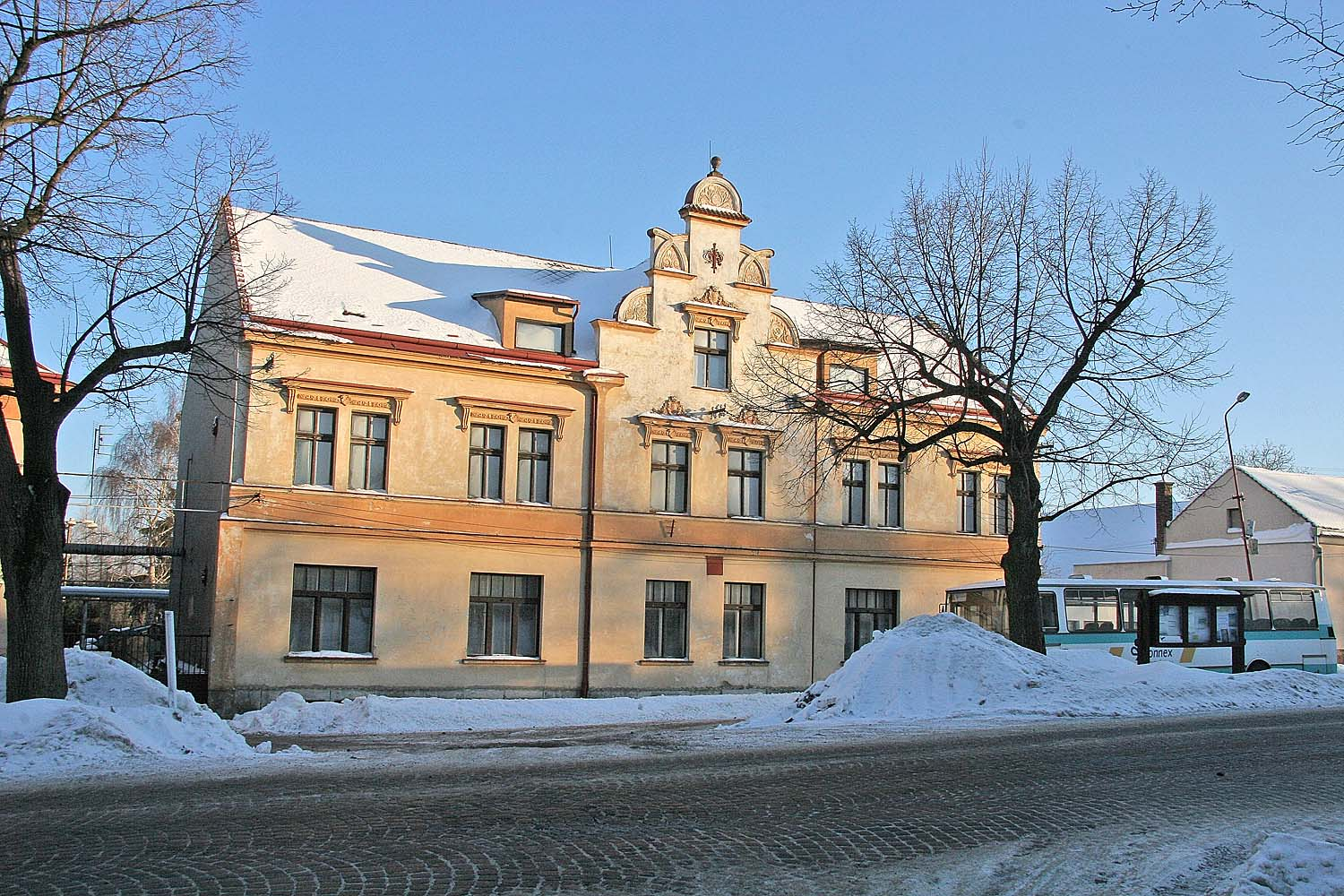
Budova bývalé provozovny Tonaku na náměstí
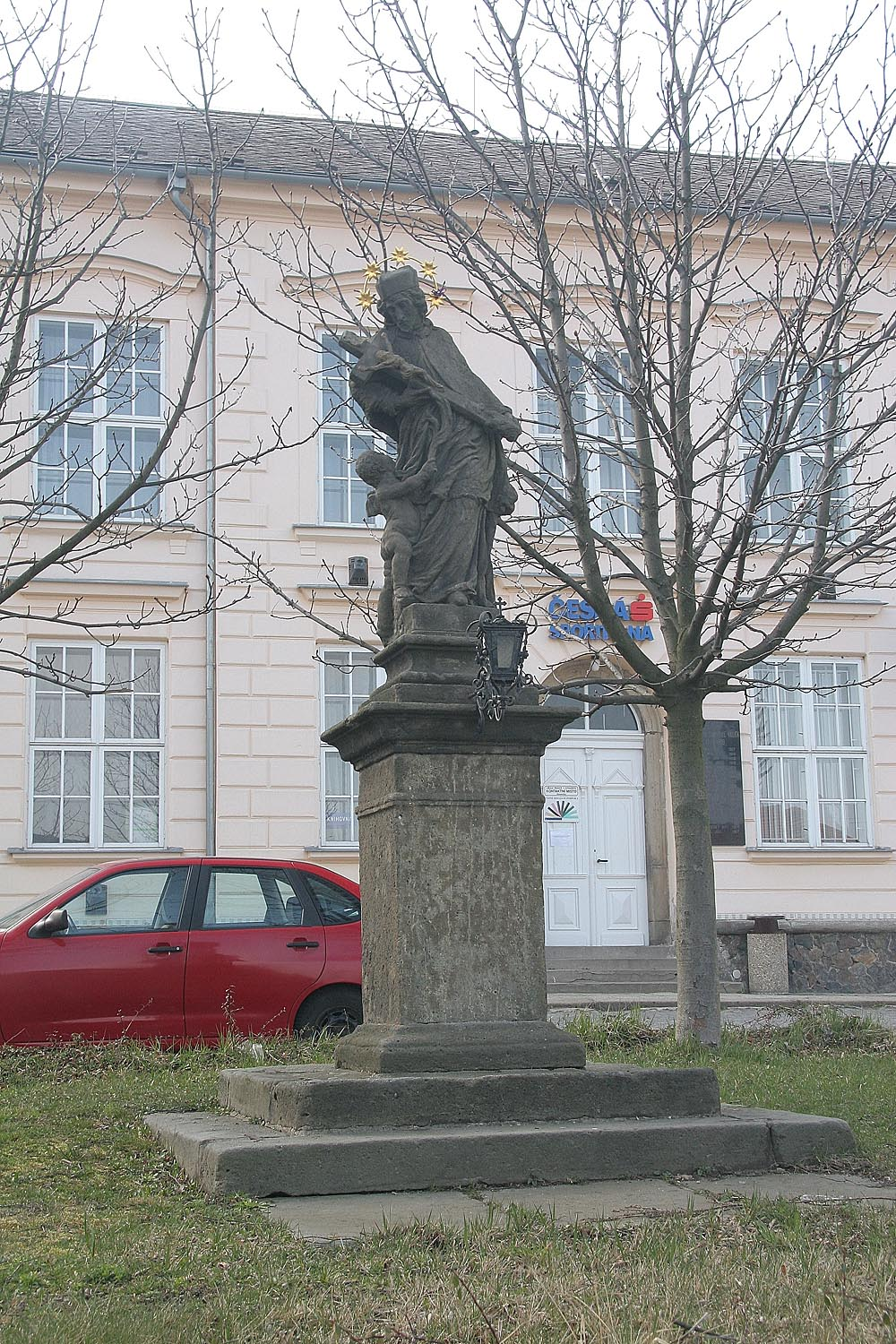
Socha svatého Jana Nepomuckého na náměstí
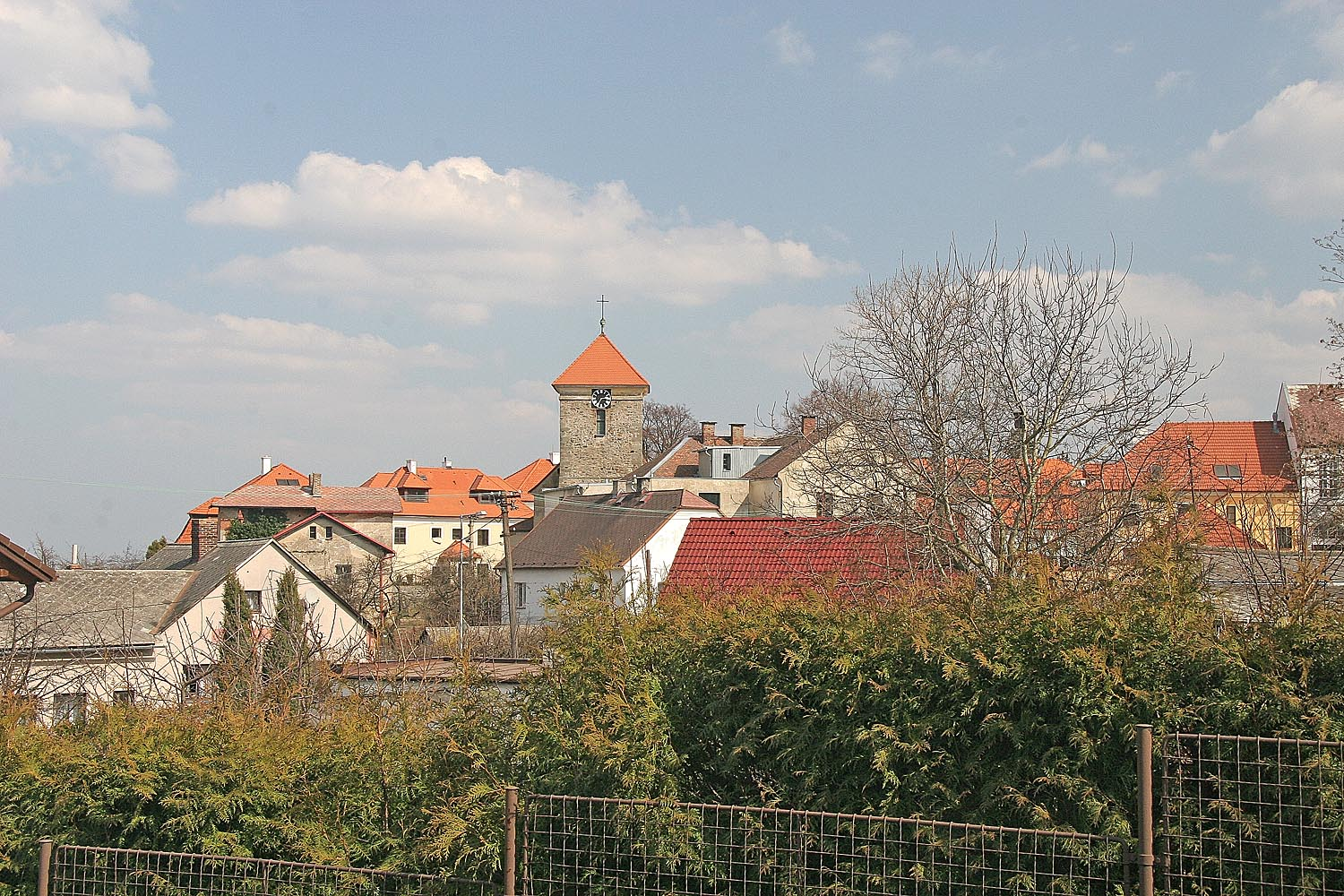
Věž kostela svatého Jiljí
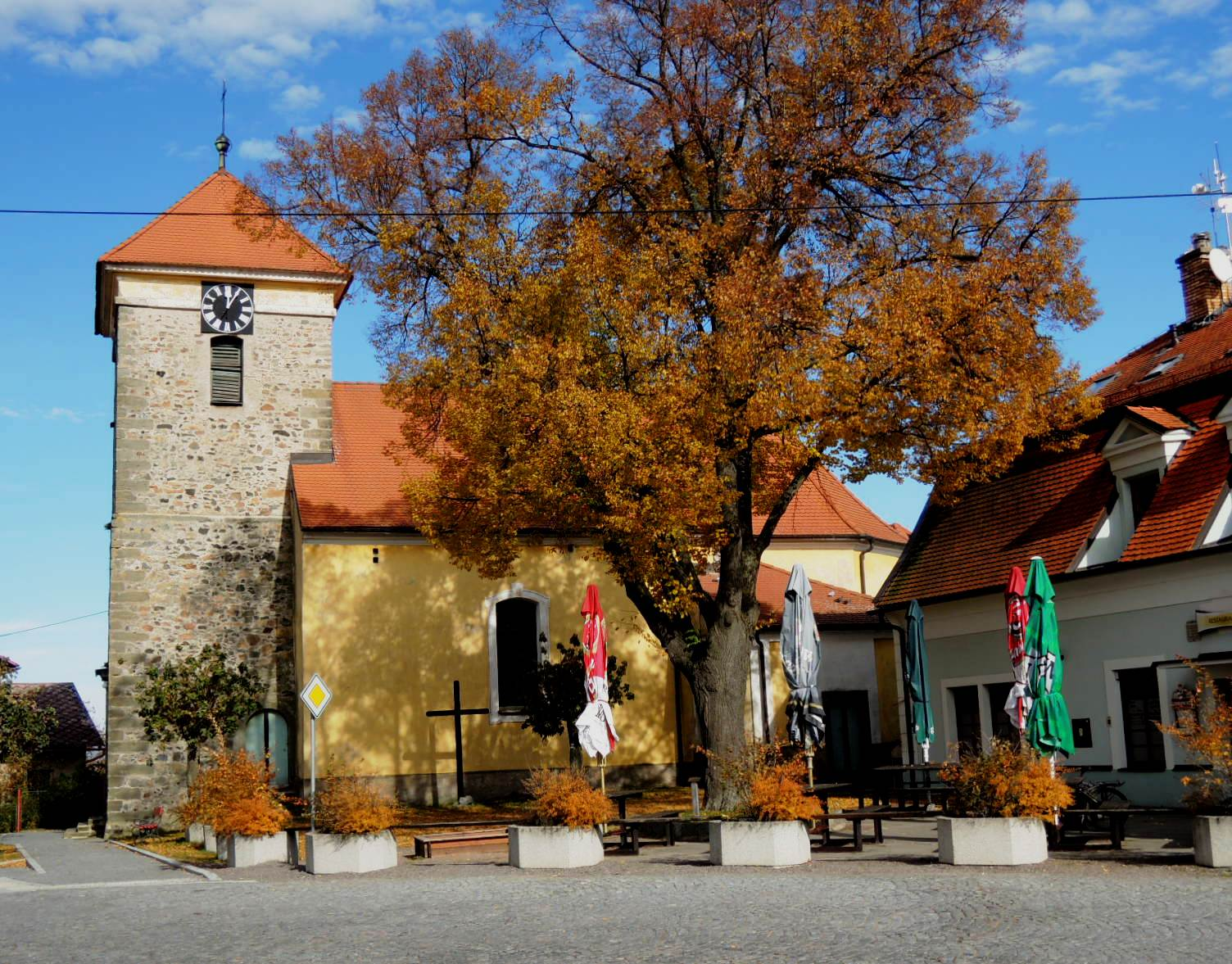
Kostel sv. Jiljí od náměstí
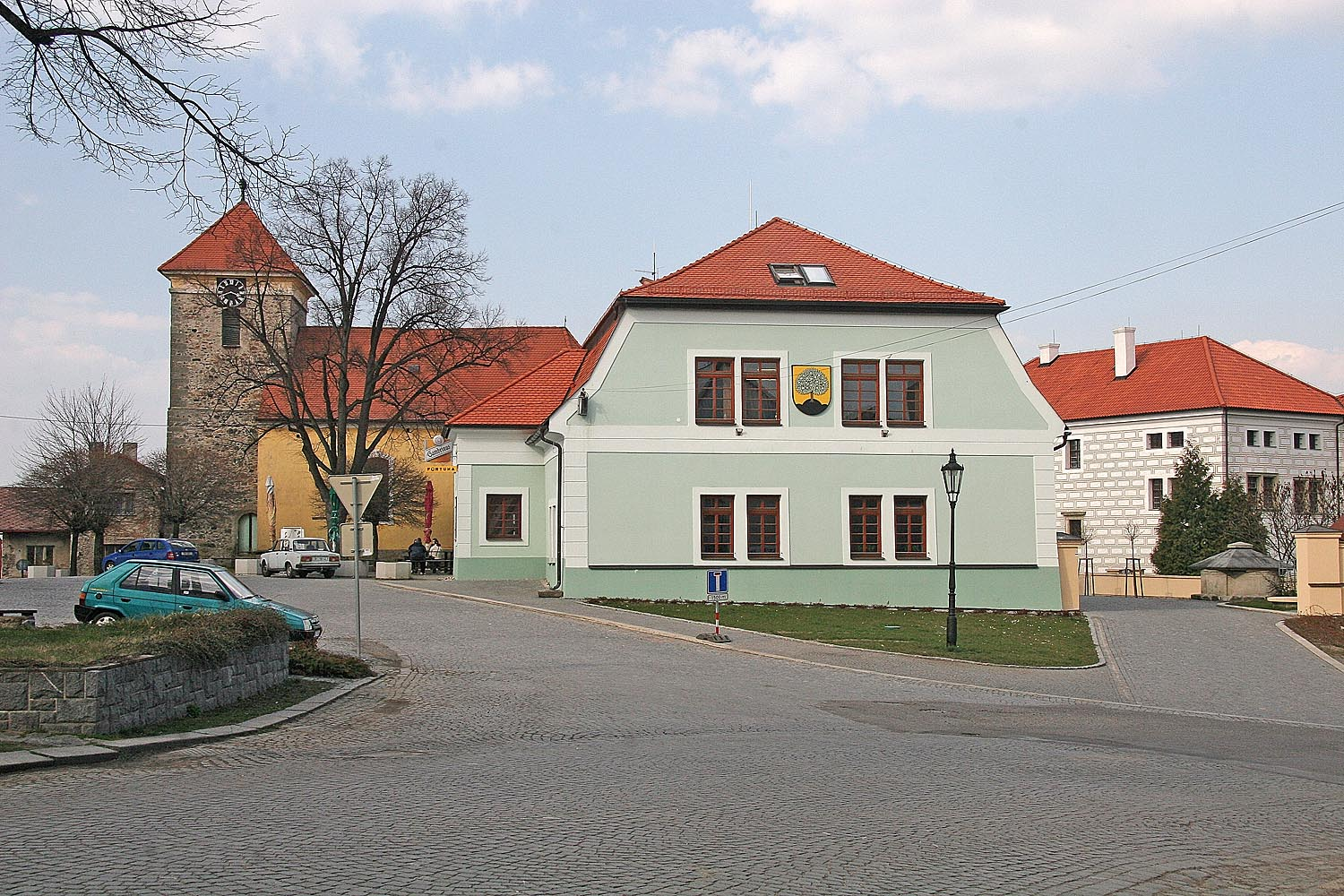
Budova Městského úřadu

## Pověsti
Pod zámkem jsou zasypaná sklepení s těžkým žalářem – temnicí. Podle pověsti sklepy s podzemní chodbou vedou z bývalé tvrze k troskám hradu Strádov.